# Зеленчик борнейський
Зеленчик борнейський (Chloropsis kinabaluensis) — вид горобцеподібних птахів родини зеленчикових (Chloropseidae).

## Поширення
Ендемік Калімантану. Поширений на півночі центрального хребта і в районі гори Кінабалу (на півночі острова), та в горах Мерат (на півдні острова). Трапляється у тропічних гірських вологих лісах з домінуванням діптерокарпових.

## Опис
Птах завдовжки 17-18,5 см. Тіло міцної статури. Дзьоб конічний, довгий, ледь зігнутий. Крила заокруглені. Хвіст квадратний. Ноги міцні.
Основний фон оперення зеленого кольору. В обох статей є чорна лицьова маска. Краї крил та хвоста блакитні. У самців також є блакитні «вуса» та лицьова маска облямована жовтим кольором.

## Спосіб життя
Живе у вологих тропічних лісах з густим пологом. Активний вдень. Трапляється поодинці або під час шлюбного періоду парами. Всеїдний. Живиться комахами та фруктами, інколи нектаром. Даних про розмноження бракує.